# Mosteiro de San Juan de Duero

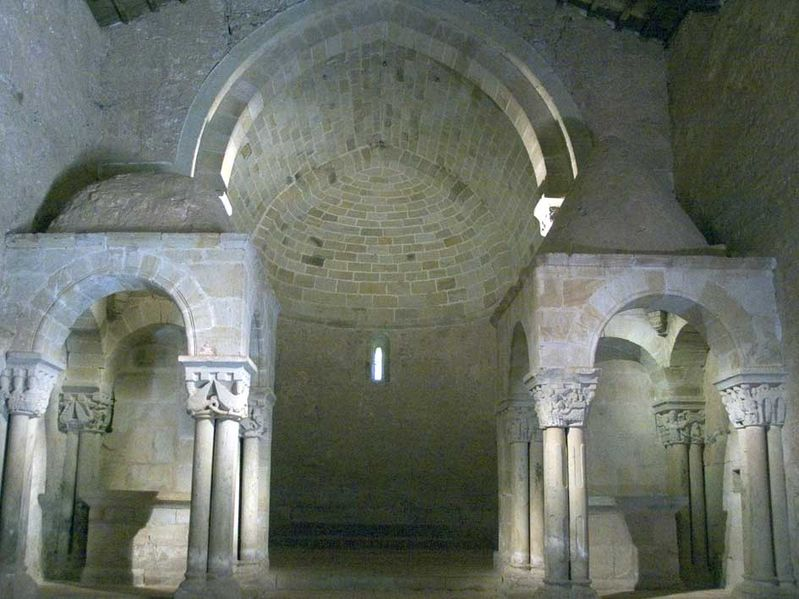
Interior de São João do Douro

San Juan de Duero, também conhecido como Arcos de San Juan de Duero, forma um conjunto de arquitetura românica espanhola, com evidente influência árabe, localizado nos arredores da cidade de Sória, na Comunidade Autônoma de Castela e Leão.
O que hoje se vê, a igreja e o claustro, não são senão os restos de um mosteiro da Ordem Militar dos Hospitalários de São João de Jerusalém, erguido na primeira metade do século XII às margens do rio Douro e que se manteve habitado até o século XVIII.
A igreja é muito simples, com apenas uma nave com presbitério e abside.

## Galeria de imagens

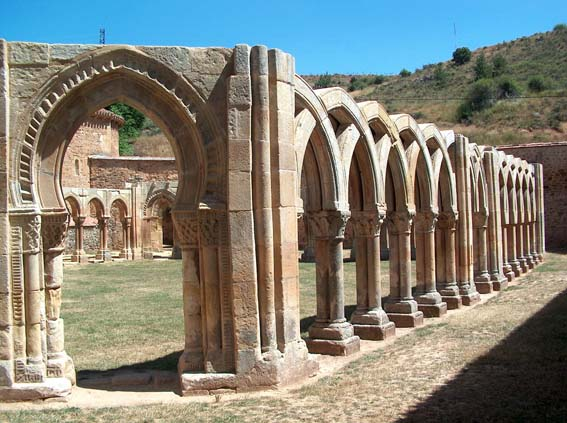
Vista do claustro de São João do Douro
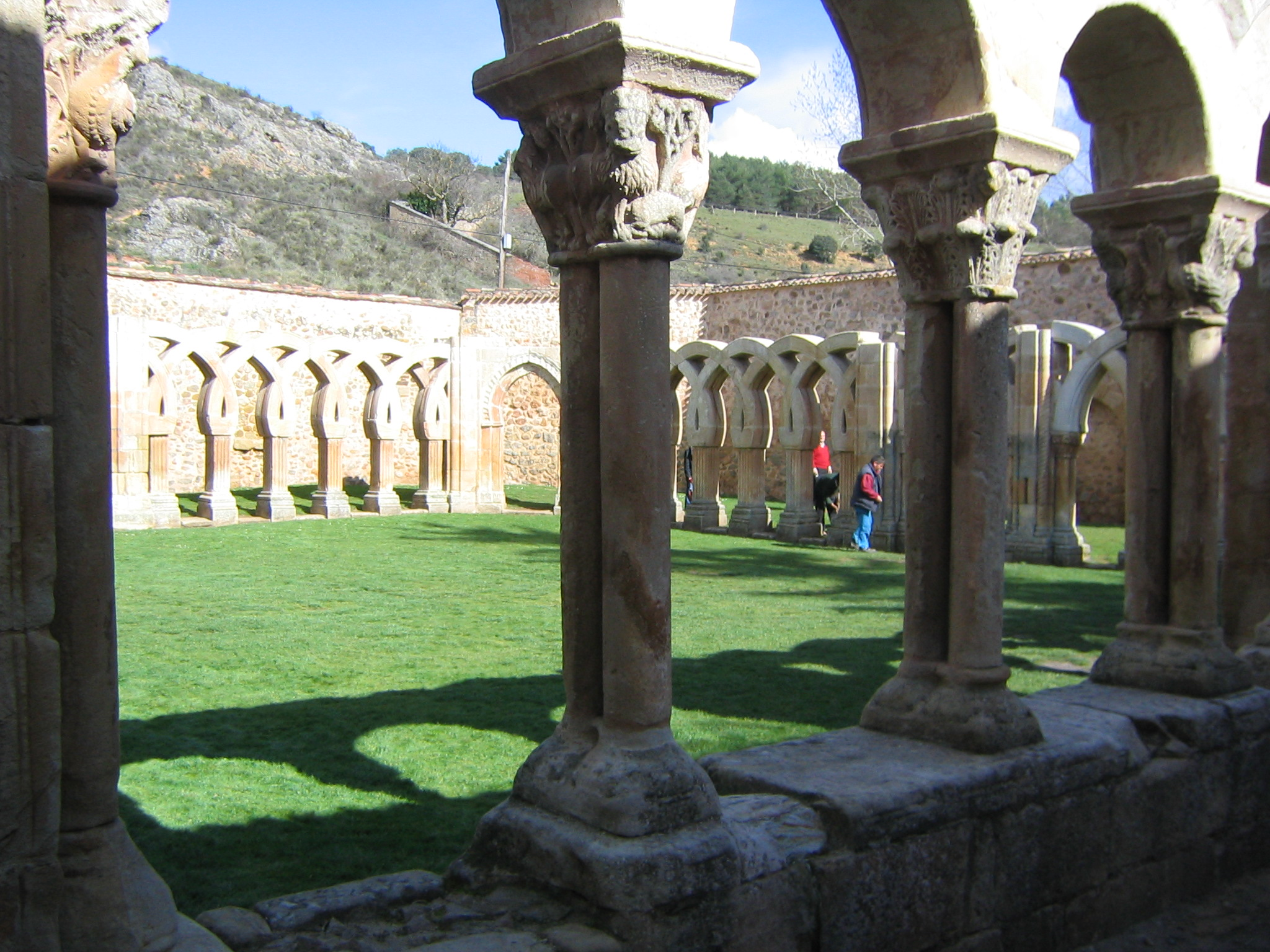
Vista do claustro de São João do Douro